# Métro de Bilbao
Le métro de Bilbao (en espagnol : Metro de Bilbao, en basque : Bilboko metroa) est l'un des systèmes de transport en commun desservant l’agglomération de Bilbao qui compte environ un million d’habitants. Il est composé de trois lignes totalisant 51 km et 49 stations dont 29 souterraines. Ouvert le 11 novembre 1995, c'est chronologiquement le quatrième réseau de métro d'Espagne, après les réseaux de Madrid (1919), Barcelone (1924) et Valence (1988).

## Historique
Si l'idée d'un métro à Bilbao remonte à 1968, une étude de faisabilité d'une ligne Santurtzi - Basauri ne sera réalisée par Sener et Mott, Hay et Anderson qu'en 1984. Le projet de métro à Bilbao, proposé par le département des transports du gouvernement de la communauté autonome du pays basque en septembre 1985, prévoyait un réseau de trois lignes, deux principales reliant Plentzia à Etxebarri (29 km) et Santurtzi à Basauri (20 km), ainsi qu'une ligne secondaire allant de Sondika à San Inacio (6 km). Un contrat de pré-conception et de définition du système est accordé en septembre 1987 à un consortium composé des entreprises Sener et Métro de Barcelone (Espagne), Mott, Hay et Anderson (Grande-Bretagne) et Sofretu (France). L'étude conclura au choix d'un écartement métrique parce qu'une grande partie du parcours qui existe déjà fait partie de la ligne vers Plentzia avec cet écartement. La région basque soutenue par la municipalité assure le financement dans un premier temps.
Le projet consistait dans la mise à niveau d'une ligne de chemin de fer régional aux normes métro (en particulier par la suppression des passages à niveau) et le creusement de tunnels sur le tronçon central de la ligne 1, entre Elorrieta/San Inazio et Casco Viejo : un tunnel de 6 218 m sous le sol dans des chantiers à ciel ouvert et des tunnels perforés profonds sur 3 710 m. Un soin particulier a été porté à l'architecture et l'esthétique de la première ligne en faisant appel à l'architecte britannique Norman Foster.
La construction des deux lignes de métro était divisée en deux phases. Il était prévu de mettre en service la première phase de 31 km en 1992. Le coût initial sera réévalué et le coût total sera de 102 milliards de pesetas pour la ligne 1 (64 milliards pour les infrastructures / génie civil, 16 milliards pour les équipements mécaniques et électriques, 22 milliards consacrés au matériel roulant), 150 milliards pour l'ensemble du projet. Le financement de la ligne 1 a été assumé à parité entre le gouvernement de la région autonome du pays basque et la députation forale de Biscaye. Aux contributeurs initiaux de la ligne 2 s'ajouta pour 16% des infrastructures le ministère espagnol des investissements.
Finalement la mise en service sera effective le 11 novembre 1995. Sa fréquentation prévue est alors de 30 millions de passagers par an, mais elle dépassera rapidement toutes les prévisions initiales.
La seconde ligne est mise en service le 13 avril 2002 de Bolueta à Urbinaga. Cinq stations supplémentaires dont quatre souterraines avec 6 km sont incorporées au réseau. Pour ce projet un financement européen a été accordé.
Attendus en 2008, après un lancement des appels d'offres début 2009, les travaux de la ligne 3 commencent durant l'année 2009 avec un budget total des travaux s'élevant à 153 millions d'euros pour 5,8 km. Un financement européen est sollicité, ainsi que pour l'extension de la ligne 2.

## Réseau

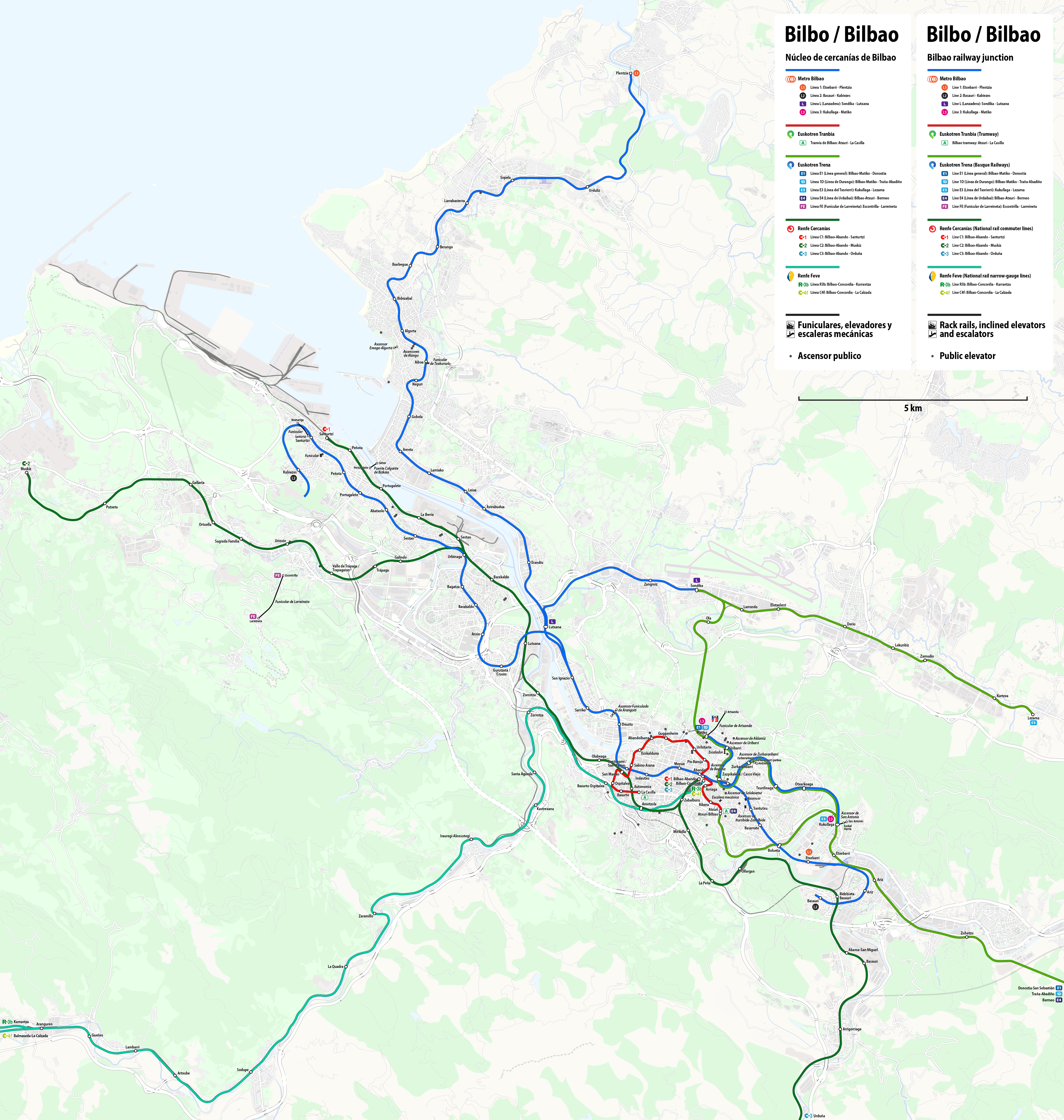
Le reseau de metro de Bilbao (en bleu)

Les deux premières lignes du réseau circulent sur des voies partagées entre les stations Etxebarri au sud et San Inazio (12 stations, 10,5 km). La ligne 2 est prolongée au sud de deux stations. Vers le nord, à partir de la station San Inazio, les deux lignes assurent chacune la desserte d’une rive du Nervion. Ces deux lignes sont exploitées par Metro Bilbao S.A., soit 45,1 km avec 42 stations dont 26 souterraines.
La troisième ligne, 5,9 km et 7 stations, est entièrement située sur la rive Nord du Nervion. Elle assure une correspondance avec les deux autres lignes au pôle multimodal Zazpikaleak/Casco Viejo. Cette ligne est exploitée par Euskotren.

### Lignes et stations

#### Lignes
Les lignes 1 et 2 sont exploitées par la société Métro Bilbao S.A.
| Ligne | Ouverture | Dernière extension | Parcours             | Longueur | Stations | Temps de parcours |
| ----- | --------- | ------------------ | -------------------- | -------- | -------- | ----------------- |
|       | 1995      | 2005               | Plentzia ⇄ Etxebarri | 29,2 km  | 29       | 48 min            |
|       | 2002      | 2014               | Kabiezes ⇄ Basauri   | 20,9 km  | 25       | 29 min            |
|       | 2017      | 2017               | Matiko ⇄ Kukullaga   | 5,9 km   | 7        | 11 min            |

##### Ligne 1
La ligne 1 du métro de Bilbao a ouvert le 11 novembre 1995 entre Plentzia et Casco Viejo, soit 26,4 km et 23 stations dont 10 souterraines.
Le 24 août 1996, la station souterraine Gobela, entre Areeta et Neguri, ouvre.
Le 5 juillet 1997, un prolongement de trois stations dont deux souterraines (1,8 km) ouvre. Le terminus sud est alors Bolueta.
L'année 1999 est marquée par la construction du pôle multimodal de San Mamés, qui facilite les circulations entre la station du métro, la gare de San Mamés, desservie par les Cercanías de la Renfe, la station du tramway EuskoTren et le terminal des bus Bilbao Intermodal.
Le 8 janvier 2005, le prolongement de 1 km vers et la station souterraine Etxebarri sont mis en service.
La station Ibarbengoa est ouverte le 15 janvier 2020.

##### Ligne 2
La ligne 2 a été inaugurée le 13 avril 2002. Elle partage les infrastructures de la ligne 1 entre Bolueta et San Inazio.
Le 8 janvier 2005, une station ouvre sur le tronc commun des deux lignes, Etxebarri, et sur la ligne 2, la station aérienne Sestao.
Le 20 janvier 2007, le terminus nord devient Portugalete ajoutant deux stations souterraines et 2,5 km au réseau.
Le 4 juillet 2009, le terminus nord change encore. Il s'agit désormais de la station Santurtzi, ajoutant deux stations souterraines et 1,7 km au réseau.
Enfin la ligne est prolongée d'une station souterraine le 28 juin 2014 et son nouveau terminus est Kabiezes, ajoutant 1,8 km au réseau.

##### Ligne 3

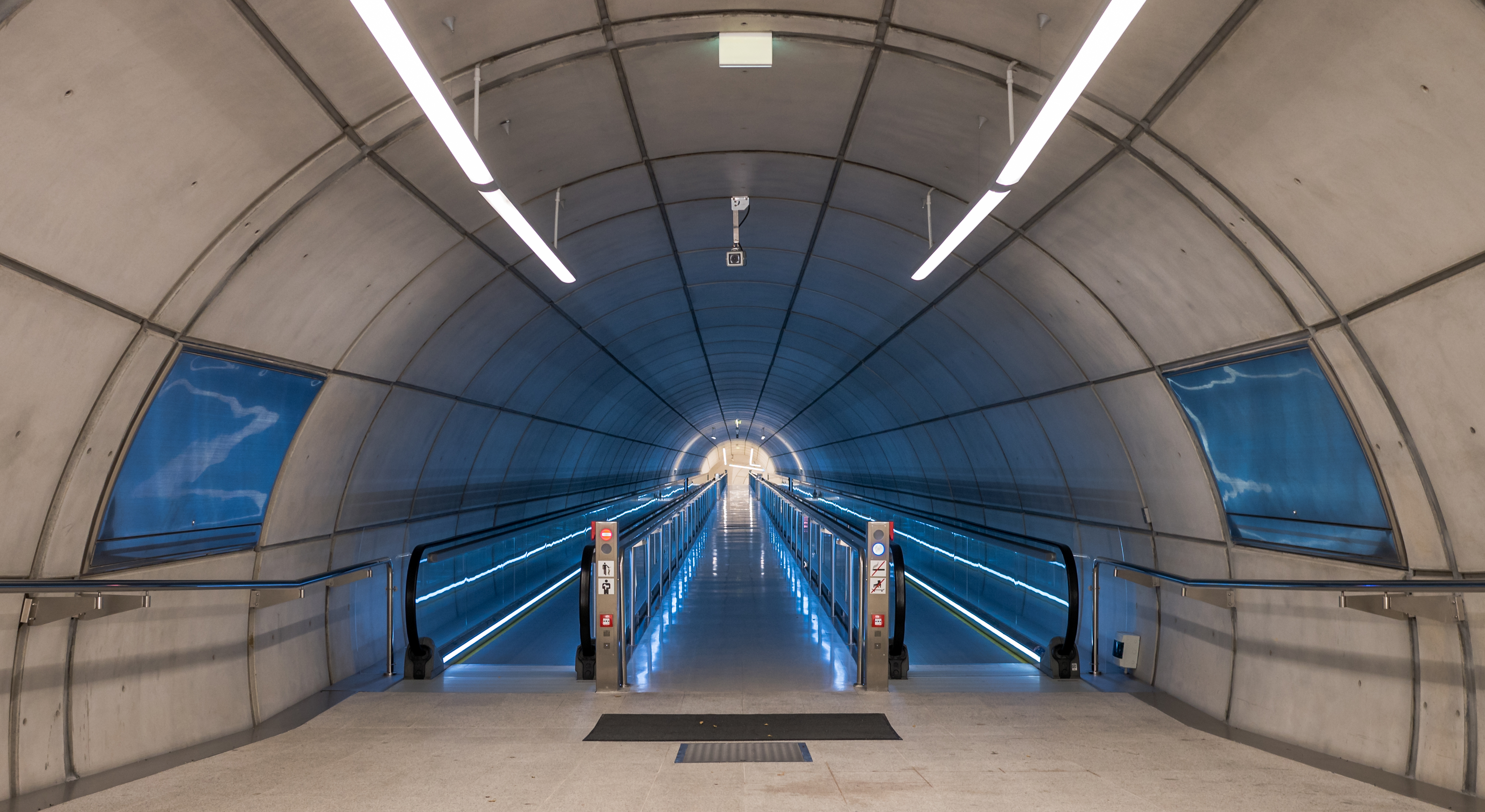
Entrée de la station d'Uribarri. Septembre 2017.

La ligne 3 fut inaugurée le 8 avril 2017. Elle relie Kukullaga (San Antonio de Etxebarri) à Matiko, 5,9 km avec cinq stations intermédiaires: Otxarkoaga, Txurdinaga, Zurbaranbarri, Zazpikaleak / Casco Viejo et Uribarri. Elle assure une correspondance avec les lignes 1 et 2 à la station Zazpikaleak/Casco Viejo. Contrairement aux deux autres lignes, exploitées par Metro Bilbao S.A., celle-ci est exploitée par Eusko Trenbideak S.A..
Le tronçon entre Zazpikaleak / Casco Viejo et Matiko est une reconversion d'une ancienne ligne EuskoTren, reconstruite et reliée à un nouveau tunnel à double voie (1,9 km) sous la montagne Artxanda. Les trains des lignes E3 et E4 d'Eusko Trenbideak empruntent également le tunnel et les voies de la ligne de métro.
À l'exception des terminus Matiko et Kukullaga, toutes les stations de la ligne furent construites selon la conception développée par Norman Foster pour les lignes de métro L1 et L2, mais au lieu des panneaux rouges typiques, celles-ci comportent une signalisation bleue EuskoTren.
Par la suite, la ligne 3 devrait être prolongée au Nord pour desservir l’aéroport de Bilbao.

#### Stations

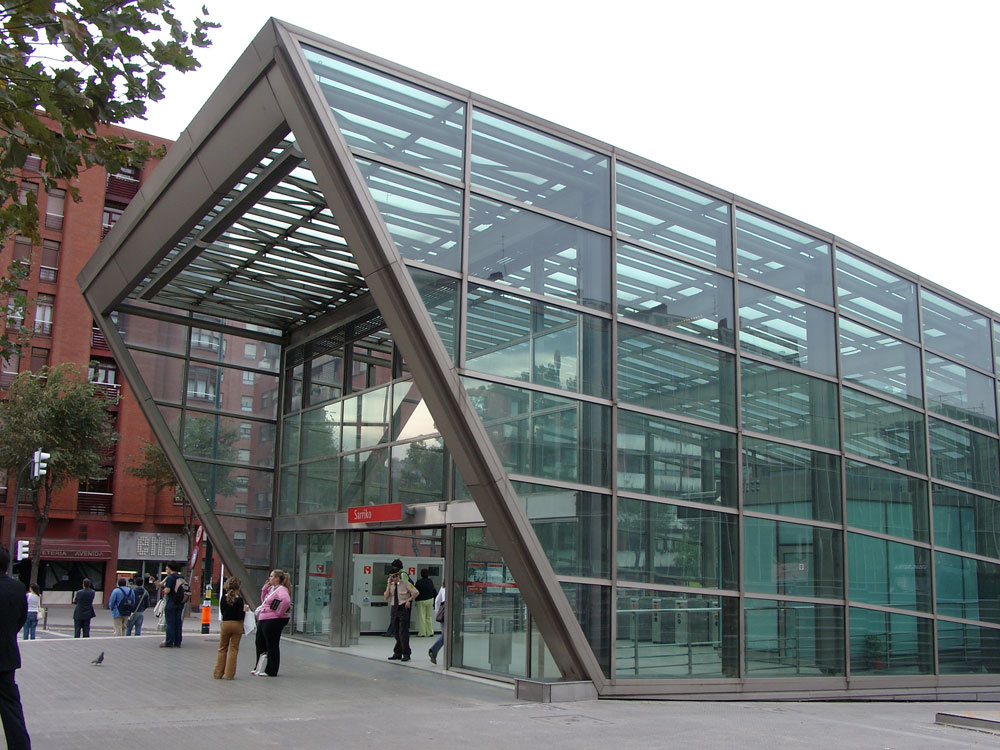
Marquise de cristal à la station Sarriko

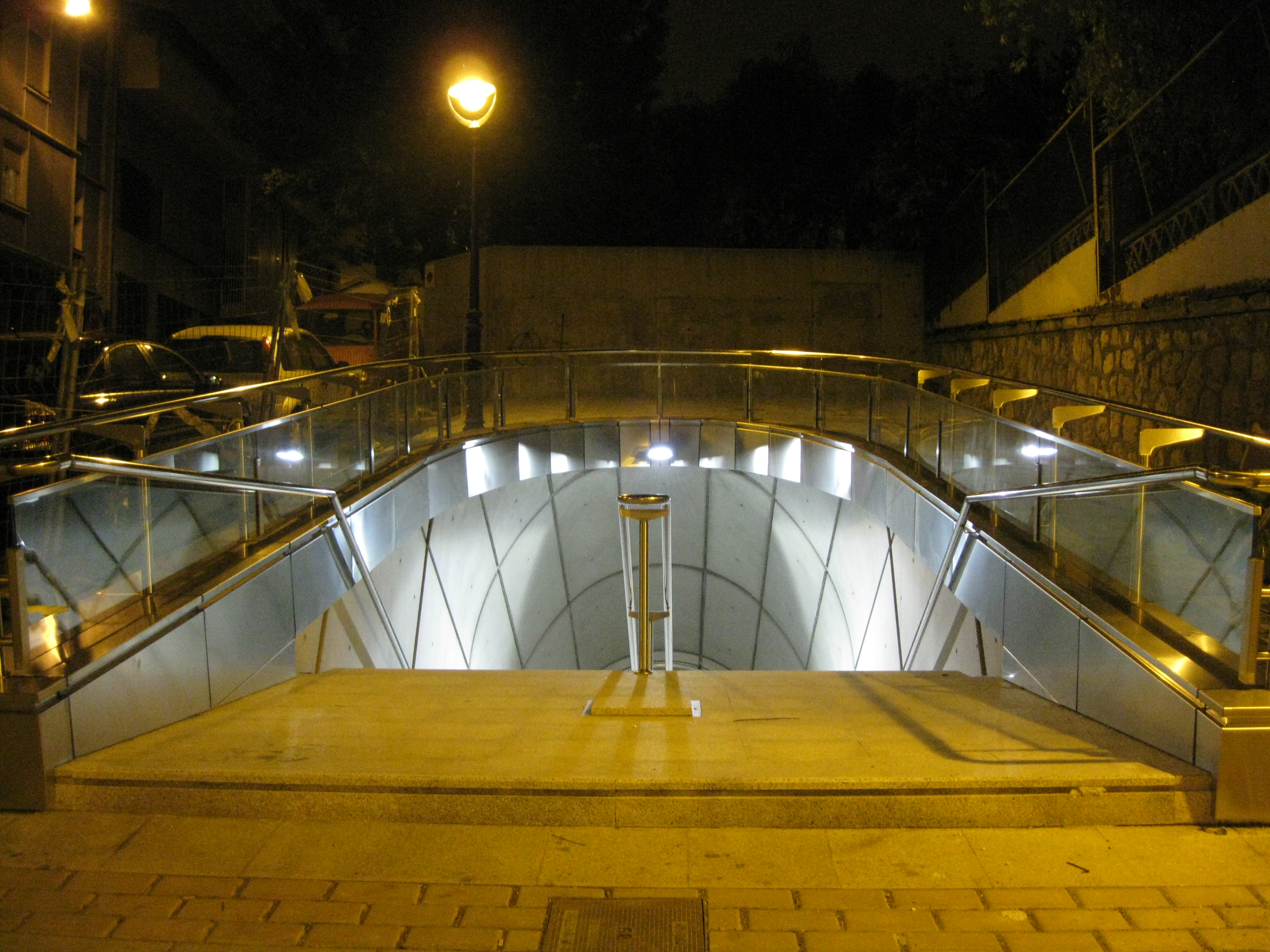
Accès à la station Peñota

Au total 49 stations composent le réseau : 29 stations sur la ligne 1, 13 stations sur la ligne 2 qui dessert également les 12 stations partagées avec la ligne 1 et les 7 stations de la ligne 3. Dessinées pour la plupart par l'architecte britannique Norman Foster, on y accède par des structures de verre qui ont pris le nom de leur créateur : les fosteritos. Les quais se trouvent dans des cavernes de 160 m2, les barrières d'accès se trouvent au niveau supérieur et est aussi large que les voies. Cet espace est dénommé mezzanine.
Le réseau a gagné en 1998 le Brunel Award for Railway Design grâce à la station de Sarriko ; elle diffère des autres stations grâce à sa vaste marquise portant la lumière dans le souterrain et son très long escalator.
Toutes les stations sont accessibles aux personnes à mobilité réduite grâce à des ascenseurs.

##### Pôles multimodaux
| Station                                  | EuskoTren                                          | EuskoTran | Renfe                       | FEVE | Bizkaibus | Bilbobus                                                                                        |
| ---------------------------------------- | -------------------------------------------------- | --------- | --------------------------- | --- | --- | ----------------------------------------------------------------------------------------------- |
| Bolueta                                  | (Bilbao-Saint-Sébastien), (Durangaldea) (Urdaibai) |           |                             | | A2610, A3613, A3621, A3622, A3918, A3928, A3929                                                                            | 30 (dimanche avant 15:00)                                                                       |
| Zazpikaleak/Casco Viejo                  | (Txorierri)                                        |           |                             | | |                                                                                                 |
| Abando                                   |                                                    |           | Longue distance Cercanías , | B-1 (Bilbao-Concordia / Balmaseda) R-3 (Bilbao-Concordia/Santander) R-3b (Bilbao-Concordia/Karrantza) T-1 (Transcantábrico) | A2314, A2322, A2324, A3115, A3122, A3136 A3137, A3144, A3151, A3152, A3336, A3337 A3514, A3515, A3911, A3912, A3917, A3925 | 01, 03, 10, 26, 30, 40 50, 56, 58, 62, 71, 72 75, 77, 85, A1, A2, A5 G2, G3, G4, G5, G6, G7, G8 |
| San Mamés                                |                                                    |           | Cercanías: et               | | Termibus | Termibus                                                                                        |
| San Inazio (début/fin du tronçon commun) |                                                    |           |                             | | | 10, 13, 18, 71                                                                                  |

En outre, la majorité des autres gares ont une connexion avec différentes lignes d'autobus. De même, la station d'Urbinaga a été construite avec l'intention de relier les lignes  et  de Renfe Cercanías, et celle de Ansio avec un terminal d'autobus, faits qui n'ont encore rien donné. Si bien qu'en 2009 on a décidé de reprendre l'initiative d'Urbinaga, intermodal qui profitera aussi du futur Tramway UPV - Leioa - Urbinaga. Il dispose déjà d'un budget et on est dans l'attente de la signature de la convention d'exécution des travaux qui commenceront vraisemblablement fin 2009

## Équipement du réseau
Comme sur le métro de Valence, le métro de Bilbao a la particularité de disposer de voies métriques avec un écartement de 1000 mm, ceci est dû au fait que les lignes du métro réutilisent sur une partie de leurs parcours des anciennes lignes de chemin de fer à voies métriques.

### Matériel roulant

#### Lignes 1 et 2
| Série | Livraison | Constructeur | Nombre de rames produites | Nombre de voitures par rame | Illustration |
| ----- | --------- | ------------ | ------------------------- | --------------------------- | ------------ |
| 500   | 1995      | CAF, ABB     | 24                        | 4 à 5                       |              |
| 550   | 2000      | CAF, ABB     | 13                        | 4 à 5                       |              |
| 600   | 2009      | CAF, ABB     | 9                         | 4 à 5                       |              |

Le matériel roulant des lignes 1 et 2 se compose de trois séries, 46 trains construits par l'entreprise CAF dans son usine de Beasain sont actuellement en circulation  :
- 24 rames UT-500[34] dont 16 rames mises en service en novembre 1995 à l'ouverture de la ligne 1[11]. Constructeur CAF et ABB (ADtranz)
- 13 rames UT-550[35], en circulation depuis 2000 - 2001, pour la mise en service de la ligne 2. Constructeur CAF, marché obtenu en février 1999.
- 9 rames UT-600[36], en circulation depuis 2009-2010.

Chaque rame est composée de quatre caisses : 184 voitures composent donc le parc de ce réseau.
Quelques données :
- Alimentation : 1 500 V continu, par caténaire
- Puissance : 
  - 180 kW par moteur
  - 16 moteurs (une unité) : 2 880 kW
- Vitesse maximale : 80 km/h
- Longueur : 72,12 m
- Largeur : 2,80 m
- Capacité : 570 personnes, dont 112 assises

Des passerelles entre les véhicules permettent aux passagers à se déplacer le long du train en intercirculation intégrale.
Les trains sont équipés d'air conditionné avec deux circuits indépendants dans tous les trains.

#### Ligne 3
| Série | Livraison   | Constructeur | Nombre de rames produites | Nombre de voitures par rame | Illustration |
| ----- | ----------- | ------------ | ------------------------- | --------------------------- | ------------ |
| 950   | 2016 - 2017 | CAF          | 13                        | 3                           |              |

Les trains S/950 utilisés sur la ligne 3 sont de fabrication CAF et se composent de trois voitures, avec la possibilité d'ajouter une quatrième voiture si nécessaire. Treize trains furent livrés pour l'inauguration de la ligne. Il est prévu de livrer jusqu'à 28 trains de cette série sur la ligne 3. Leur coût est de 150 millions d'euros.

### Signalisation et communications

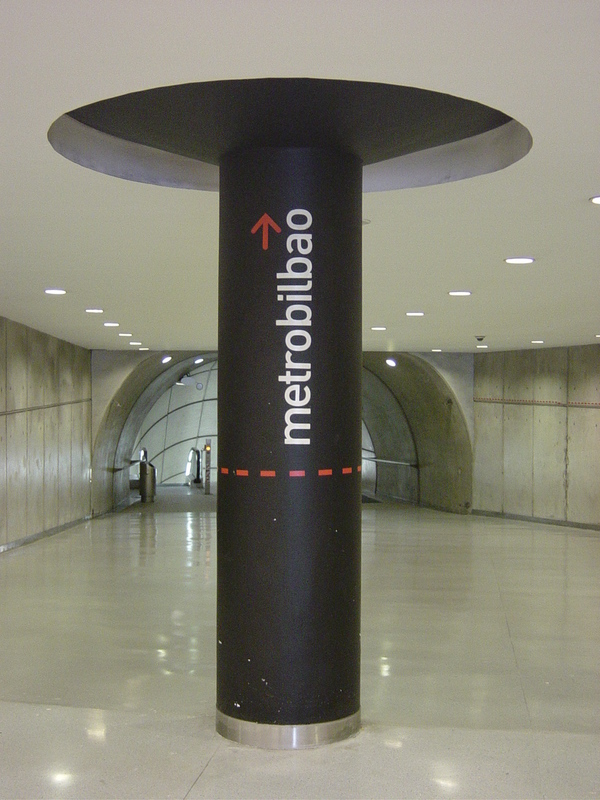
Mât indiquant les quais du métro

Une signalisation moderne fut choisie pour équiper les trains et les voies. Les automatismes de conduite et de protection des trains furent installés par le consortium Cobra-Ansaldo-CSEE et ABB.
Un système de radiotéléphonie numérique TETRA a été installé pour les communications voix des conducteurs de train, des superviseurs de station, des opérateurs du Poste de Commande Centralisée (PCC) ou du personnel de maintenance aussi bien dans les ateliers que le long de la voie.
Le Poste de Commande Centralisé (PCC) de la société Thales intègre tous les systèmes utilisés dans les stations et les lignes du métro, en préparant les informations et les télécommandes de la manière la plus uniforme et cohérente pour les opérateurs.

### Alimentation électrique
Sur la ligne 1, 8 sous-stations d’alimentation électrique et 2 sous-stations pour la ligne 2 fournissent l'énergie de traction. En général, les sous-stations électriques sont alimentées en 30 kV, qu’elles transforment et redressent en 1650 V continu pour l’alimentation des trains. Par ailleurs, ces sous-stations transforment la tension en 13,8 kV puis en 0,4 kV pour les stations et les services propres à la sous-station.
La Ligne 1 est équipée d’une caténaire conventionnelle. Une caténaire rigide est installée sur le tronçon Sestao – Portugalete selon le même principe que sur le reste de la ligne 2.

## Exploitation et fréquentation

### Horaires du service
Le réseau de métro fonctionne de 6h à 23h du lundi au jeudi et jusqu'à 2h la nuit du vendredi au samedi et la veille des jours fériés. Un service de nuit fonctionne dans la nuit du samedi au dimanche, avec un train toutes les 15 minutes dans la section commune et un toutes les 30 minutes dans le reste des itinéraires. Pendant les mois de juin, juillet, août et septembre, le service de nuit fonctionne également le vendredi soir. De son côté, lors de la Grande semaine de Bilbao, le métro propose des services spéciaux tous les soirs, ainsi que la veille de Noël et le réveillon du nouvel an.

### Fréquentation
Une fréquentation de plus de 80 millions de passagers est atteinte depuis 2007, dépassant 90 millions de passagers par an depuis 2017. Ce qui fait du métro de Bilbao le troisième réseau d’Espagne en termes de fréquentation, derrière les réseaux de Madrid et Barcelone devant ceux de Valence et Palma.
Historique de la fréquentation du métro (en millions de passagers)

### Métro et culture
Le métro de Bilbao a servi à plusieurs reprises comme décor publicitaire. L'exemple le plus connu est la publicité pour les collants Dim

## Extensions planifiées
Des études sont en cours concernant le projet d'extension de la ligne 3 vers l'aéroport.

### Nouvelles lignes

#### Ligne 4
Le 2 décembre 2009, le gouvernement basque annonçait une ligne 4 entre les gares de Moyua et de Matiko, avec deux arrêts intermédiaires dans la Plaza Euskadi, avec la Tour Iberdrola, et dans les environs de l'Université de Deusto. La ligne serait en correspondance avec les autres lignes.
De fait le projet ne dépasse pas celui des études, par ailleurs remises en cause, en l'absence de financement.
En novembre 2020, le gouvernement basque annonce vouloir prolonger la future ligne 4 du métro jusqu'à Zorroza.

#### Ligne 5
Cette ligne, actuellement au stade de l'étude, relierait les communes d'Etxebarri et de Galdakao. Il s'agirait de la ligne la plus courte du réseau avec seulement six stations. D'un budget estimé à 255 000 000 euros, la ligne demeure au stade des études.